# Fußball-Club Gelsenkirchen-Schalke 04 2002-2003
Questa voce raccoglie le informazioni riguardanti il Fußball-Club Gelsenkirchen-Schalke 04 nelle competizioni ufficiali della stagione 2002-2003.

## Stagione
Nella stagione 2002-2003 lo Schalke, allenato da Frank Neubarth e Marc Wilmots, concluse il campionato di Bundesliga al 7º posto. In Coppa di Germania lo Schalke fu eliminato agli ottavi di finale dal Bayern Monaco. In Coppa di Lega lo Schalke perse la finale con l'Hertha Berlino. In Coppa UEFA lo Schalke fu eliminato al terzo turno dal Wisła Cracovia.

## Rosa
| N. |                                | Ruolo | Calciatore          |
| -- | ------------------------------ | ----- | ------------------- |
| 1  | Germania (bandiera)            | P     | Frank Rost          |
| 2  | Belgio (bandiera)              | D     | Nico Van Kerckhoven |
| 3  | Argentina (bandiera)           | D     | Aníbal Matellán     |
| 4  | Uruguay (bandiera)             | D     | Darío Rodríguez     |
| 5  | Germania (bandiera)            | C     | Sven Kmetsch        |
| 6  | Polonia (bandiera)             | D     | Tomasz Hajto        |
| 7  | Germania (bandiera)            | C     | Andreas Möller      |
| 8  | Germania (bandiera)            | C     | Jörg Böhme          |
| 10 | Uruguay (bandiera)             | C     | Gustavo Varela      |
| 11 | Danimarca (bandiera)           | A     | Ebbe Sand           |
| 12 | Paesi Bassi (bandiera)         | D     | Marco van Hoogdalem |
| 14 | Germania (bandiera)            | A     | Gerald Asamoah      |
| 15 | Polonia (bandiera)             | D     | Tomasz Wałdoch      |
| 16 | Serbia e Montenegro (bandiera) | C     | Kristijan Đorđević  |
| 17 | Belgio (bandiera)              | C     | Sven Vermant        |
| 18 | Paesi Bassi (bandiera)         | C     | Niels Oude Kamphuis |

| N. |                       | Ruolo | Calciatore           |
| -- | --------------------- | ----- | -------------------- |
| 19 | Germania (bandiera)   | C     | Michael Büskens      |
| 20 | Danimarca (bandiera)  | C     | Christian Poulsen    |
| 21 | Belgio (bandiera)     | A     | Émile Mpenza         |
| 22 | Nigeria (bandiera)    | A     | Victor Agali         |
| 24 | Belgio (bandiera)     | C     | Marc Wilmots         |
| 26 | Germania (bandiera)   | A     | Mike Hanke           |
| 27 | Germania (bandiera)   | P     | Oliver Reck          |
| 28 | Germania (bandiera)   | D     | Fabian Lamotte       |
| 29 | Turchia (bandiera)    | P     | Volkan Ünlü          |
| 31 | Portogallo (bandiera) | C     | Sérgio Pinto         |
| 33 | Germania (bandiera)   | P     | Christofer Heimeroth |
| 34 | Nigeria (bandiera)    | A     | Abdul Iyodo          |
| 35 | Rep. Ceca (bandiera)  | A     | Filip Trojan         |
| 37 | Germania (bandiera)   | D     | Christian Pander     |
| 39 | Germania (bandiera)   | D     | Thomas Kläsener      |

## Organigramma societario
Area tecnica
- Allenatore: Marc Wilmots
- Allenatore in seconda: Oliver Reck
- Preparatore dei portieri:
- Preparatori atletici:

## Calciomercato

### Sessione estiva
| Acquisti | Acquisti          | Acquisti              | Acquisti |
| R.       | Nome              | da                    | Modalità |
| -------- | ----------------- | --------------------- | -------- |
| A        | Abdul Iyodo       | Wattenscheid 09       |          |
| D        | Fabian Lamotte    | Schalke 04 (juniores) |          |
| D        | Christian Pander  | Schalke 04 (juniores) |          |
| C        | Christian Poulsen | Copenaghen            |          |
| D        | Darío Rodríguez   | Peñarol               |          |
| P        | Frank Rost        | Werder Brema          |          |
| P        | Volkan Ünlü       | Schalke 04 (juniores) |          |
| C        | Gustavo Varela    | Nacional              |          |

| Cessioni | Cessioni        | Cessioni        | Cessioni |
| R.       | Nome            | da              | Modalità |
| -------- | --------------- | --------------- | -------- |
| P        | Frode Grodås    | Hønefoss        |          |
| D        | Markus Happe    | Colonia         |          |
| C        | Jiří Němec      | Chmel Blšany    |          |
| D        | Sladan Peric    | B.93            |          |
| D        | Marcel Rozgonyi | Energie Cottbus |          |
| P        | Toni Tapalović  | Bochum          |          |

### Sessione invernale
| Acquisti | Acquisti | Acquisti | Acquisti |
| R.       | Nome     | da       | Modalità |
| -------- | -------- | -------- | -------- |

| Cessioni | Cessioni | Cessioni | Cessioni |
| R.       | Nome     | da       | Modalità |
| -------- | -------- | -------- | -------- |

## Risultati

### Bundesliga

#### Girone di andata
| Arbitro: | Stark |

|             |           |  |
| Vermant 89’ | Marcatori |  |

| Arbitro: | Strampe |

|           |           |                                     |
| Riedl 34’ | Marcatori | 48’ (rig.) Böhme 56’ Agali 90’ Sand |

| Gelsenkirchen 25 agosto 2002, ore 17:30 CEST 3ª giornata | Schalke 04 | 0 – 0 referto | Hertha Berlino | Arena AufSchalke (60 601 spett.)\| Arbitro: \| Fandel \| |
| Arbitro:                                                 | Fandel     |               |                |                                                          |

| Arbitro: | Gagelmann |

|            |           |                  |
| Bordon 33’ | Marcatori | 87’ (rig.) Hajto |

| Arbitro: | Fröhlich |

|              |           |           |
| Ewerthon 71’ | Marcatori | 70’ Agali |

| Arbitro: | Wack |

|                       |           |          |
| Poulsen 15’ Agali 45’ | Marcatori | 30’ Hout |

| Arbitro: | Weiner |

|                                |           |                   |
| Albayrak 7’ (rig.) Diabang 68’ | Marcatori | 19’ (rig.) Varela |

| Arbitro: | Stark |

|                               |           |  |
| Agali 9’ Sand 15’ Asamoah 45’ | Marcatori |  |

| Arbitro: | Strampe |

|                            |           |  |
| Lauth 60’, 76’ Schroth 80’ | Marcatori |  |

| Arbitro: | Meyer |

|             |           |           |
| Vermant 90’ | Marcatori | 12’ Ćirić |

| Arbitro: | Fleischer |

|  |           |            |
|  | Marcatori | 79’ Möller |

| Arbitro: | Wack |

|  |           |                      |
|  | Marcatori | 90’ (rig.) Schneider |

| Arbitro: | Kircher |

|  |           |                              |
|  | Marcatori | 48’ (aut.) Kalla 86’ Asamoah |

| Arbitro: | Kemmling |

|                    |           |                      |
| Sand 5’ Mpenza 39’ | Marcatori | 51’ Wibrån 86’ Prica |

| Arbitro: | Fandel |

|  |           |                             |
|  | Marcatori | 15’ (rig.) Böhme 19’ Mpenza |

| Arbitro: | Fröhlich |

|         |           |         |
| Sand 8’ | Marcatori | 3’ Daun |

| Monaco di Baviera 14 dicembre 2002, ore 15:30 CET 17ª giornata | Bayern Monaco | 0 – 0 referto | Schalke 04 | Stadio Olimpico (51 000 spett.)\| Arbitro: \| Aust \| |
| Arbitro:                                                       | Aust          |               |            |                                                       |

#### Girone di ritorno
| Arbitro: | Koop |

|           |           |                        |
| Marić 71’ | Marcatori | 47’ Kmetsch 50’ Varela |

| Arbitro: | Weiner |

|               |           |                   |
| Agali 6’, 70’ | Marcatori | 31’ Kłos 90’ Koch |

| Arbitro: | Strampe |

|                                                      |           |                        |
| Preetz 28’ Alves 39’ Matellán 51’ (aut.) Paraíba 88’ | Marcatori | 1’ Mpenza 68’ Kamphuis |

| Arbitro: | Meyer |

|                     |           |  |
| Mpenza 3’ Hajto 45’ | Marcatori |  |

| Arbitro: | Fandel |

|                            |           |                         |
| Vermant 13’ Kerckhoven 16’ | Marcatori | 52’ Koller 58’ Ewerthon |

| Arbitro: | Fleischer |

|                    |           |                       |
| Kluge 57’ Demo 68’ | Marcatori | 26’ Wałdoch 64’ Hajto |

| Arbitro: | Keßler |

|             |           |                    |
| Vermant 90’ | Marcatori | 57’ (aut.) Wałdoch |

| Arbitro: | Aust |

|                             |           |                   |
| Romeo 29’, 90’ Takahara 87’ | Marcatori | 57’ van Hoogdalem |

| Arbitro: | Koop |

|            |           |                          |
| Mpenza 38’ | Marcatori | 44’ (aut.) van Hoogdalem |

| Norimberga 5 aprile 2003, ore 15:30 CEST 27ª giornata | Norimberga | 0 – 0 referto | Schalke 04 | Frankenstadion (41 100 spett.)\| Arbitro: \| Steinborn \| |
| Arbitro:                                              | Steinborn  |               |            |                                                           |

| Arbitro: | Sippel |

|                                |           |  |
| Böhme 45’ (rig.), 61’ Sand 54’ | Marcatori |  |

| Arbitro: | Kircher |

|             |           |                                |
| Berbatov 9’ | Marcatori | 12’ Böhme 61’ Sand 90’ Asamoah |

| Arbitro: | Fröhlich |

|            |           |                              |
| Varela 28’ | Marcatori | 23’ Christiansen 89’ Buckley |

| Arbitro: | Stark |

|                                              |           |            |
| Prica 65’ Arvidsson 79’ Rydlewicz 84’ (rig.) | Marcatori | 16’ Varela |

| Arbitro: | Fleischer |

|  |           |                             |
|  | Marcatori | 60’ Krupniković 73’ Štajner |

| Arbitro: | Wagner |

|                           |           |           |
| Charisteas 21’ Micoud 57’ | Marcatori | 36’ Agali |

| Arbitro: | Meyer |

|              |           |  |
| Kamphuis 38’ | Marcatori |  |

### Coppa di Germania
| Arbitro: | Steinborn |

|                |           |                     |
| Hasenhüttl 66’ | Marcatori | 14’ Sand 63’ Mpenza |

| Arbitro: | Sippel |

|                                           |           |  |
| Asamoah 22’ Sand 30’, 33’, 55’ Mpenza 50’ | Marcatori |  |

| Arbitro: | Meyer |

|                                              |                      |                                   |
| Ballack Jeremies Hargreaves Kovač Santa Cruz | Tiri di rigore 5 – 4 | Sand Möller Vermant Hajto Wilmots |

### Coppa di Lega
| Arbitro: | Kemmling |

|                              |           |  |
| Wałdoch 20’ Hajto 76’ (rig.) | Marcatori |  |

| Arbitro: | Strampe |

|           |           |                                      |
| Agali 61’ | Marcatori | 32’, 84’ Paraíba 33’ Alves 89’ Pinto |

### Coppa UEFA
| Arbitro: | Słupik |

|            |           |                                         |
| Ivanov 61’ | Marcatori | 58’, 72’ Sand 67’ Poulsen 73’ Rodríguez |

| Arbitro: | Ingvarsson |

|                                        |           |  |
| Wilmots 10’ Hanke 62’, 72’ Kmetsch 67’ | Marcatori |  |

| Arbitro: | Torres |

|                               |           |                          |
| Dudek 58’ Svitlica 62’ (rig.) | Marcatori | 50’, 54’ Varela 90’ Sand |

| Gelsenkirchen 14 novembre 2002, ore 17:30 CET Secondo turno | Schalke 04 | 0 – 0 referto | Legia Varsavia | Arena AufSchalke (52 260 spett.)\| Arbitro: \| D'Urso \| |
| Arbitro:                                                    | D'Urso     |               |                |                                                          |

| Arbitro: | Kasnaferis |

|                    |           |            |
| Poulsen 39’ (aut.) | Marcatori | 81’ Mpenza |

| Arbitro: | Øvrebø |

|           |           |                                         |
| Hajto 42’ | Marcatori | 40’, 85’ Żurawski 50’ Uche 90’ Kosowski |

## Statistiche

### Statistiche di squadra
| Competizione      | Punti | In casa | In casa | In casa | In casa | In casa | In casa | In trasferta | In trasferta | In trasferta | In trasferta | In trasferta | In trasferta | Totale | Totale | Totale | Totale | Totale | Totale | DR  |
| Competizione      | Punti | G       | V       | N       | P       | Gf      | Gs      | G            | V            | N            | P            | Gf           | Gs           | G      | V      | N      | P      | Gf     | Gs     | DR  |
| ----------------- | ----- | ------- | ------- | ------- | ------- | ------- | ------- | ------------ | ------------ | ------------ | ------------ | ------------ | ------------ | ------ | ------ | ------ | ------ | ------ | ------ | --- |
| Bundesliga        | 49    | 17      | 6       | 8       | 3       | 23      | 16      | 17           | 6            | 5            | 6            | 23           | 24           | 34     | 12     | 13     | 9      | 46     | 40     | +6  |
| Coppa di Germania | -     | 1       | 1       | 0       | 0       | 5       | 0       | 2            | 1            | 1            | 0            | 2            | 1            | 3      | 2      | 1      | 0      | 7      | 1      | +6  |
| Coppa di Lega     | -     | 2       | 1       | 0       | 1       | 3       | 4       | 0            | 0            | 0            | 0            | 0            | 0            | 2      | 1      | 0      | 1      | 3      | 4      | -1  |
| Coppa UEFA        | -     | 3       | 1       | 1       | 1       | 5       | 4       | 3            | 2            | 1            | 0            | 8            | 4            | 6      | 3      | 2      | 1      | 13     | 8      | +5  |
| Totale            | 49    | 23      | 9       | 9       | 5       | 36      | 24      | 22           | 9            | 7            | 6            | 33           | 29           | 45     | 18     | 16     | 11     | 69     | 53     | +16 |

### Andamento in campionato
| Giornata  | 1 | 2 | 3 | 4 | 5 | 6 | 7 | 8 | 9 | 10 | 11 | 12 | 13 | 14 | 15 | 16 | 17 | 18 | 19 | 20 | 21 | 22 | 23 | 24 | 25 | 26 | 27 | 28 | 29 | 30 | 31 | 32 | 33 | 34 |
| --------- | - | - | - | - | - | - | - | - | - | -- | -- | -- | -- | -- | -- | -- | -- | -- | -- | -- | -- | -- | -- | -- | -- | -- | -- | -- | -- | -- | -- | -- | -- | -- |
| Luogo     | C | T | C | T | T | C | T | C | T | C  | T  | C  | T  | C  | T  | C  | T  | T  | C  | T  | C  | C  | T  | C  | T  | C  | T  | C  | T  | C  | T  | C  | T  | C  |
| Risultato | V | V | N | N | N | V | P | V | P | N  | V  | P  | V  | N  | V  | N  | N  | V  | N  | P  | V  | N  | N  | N  | P  | N  | N  | V  | V  | P  | P  | P  | P  | V  |
| Posizione | 5 | 3 | 4 | 4 | 4 | 3 | 5 | 4 | 5 | 7  | 6  | 8  | 4  | 5  | 4  | 4  | 4  | 4  | 5  | 5  | 4  | 4  | 4  | 4  | 6  | 6  | 6  | 6  | 5  | 6  | 6  | 7  | 7  | 7  |

Legenda:

Luogo: C = Casa; T = Trasferta. Risultato: V = Vittoria; N = Pareggio; P = Sconfitta.

### Statistiche dei giocatori
| Giocatore        | Bundesliga | Bundesliga | Bundesliga  | Bundesliga | Coppa di Germania | Coppa di Germania | Coppa di Germania | Coppa di Germania | Coppa di Lega | Coppa di Lega | Coppa di Lega | Coppa di Lega | Coppa UEFA | Coppa UEFA | Coppa UEFA  | Coppa UEFA | Totale   | Totale | Totale      | Totale     |
| Giocatore        | Presenze   | Reti       | Ammonizioni | Espulsioni | Presenze          | Reti              | Ammonizioni       | Espulsioni        | Presenze      | Reti          | Ammonizioni   | Espulsioni    | Presenze   | Reti       | Ammonizioni | Espulsioni | Presenze | Reti   | Ammonizioni | Espulsioni |
| ---------------- | ---------- | ---------- | ----------- | ---------- | ----------------- | ----------------- | ----------------- | ----------------- | ------------- | ------------- | ------------- | ------------- | ---------- | ---------- | ----------- | ---------- | -------- | ------ | ----------- | ---------- |
| V. Agali         | 20         | 7          | 3           | 1          | 0                 | 0                 | 0                 | 0                 | 2             | 1             | 0             | 0             | 1          | 0          | 0           | 0          | 23       | 8      | 3           | 1          |
| G. Asamoah       | 27         | 3          | 5           | 0          | 3                 | 1                 | 0                 | 0                 | 2             | 0             | 0             | 0             | 6          | 0          | 1           | 0          | 38       | 4      | 6           | 0          |
| J. Böhme         | 24         | 5          | 8           | 0          | 1                 | 0                 | 0                 | 0                 | 2             | 0             | 1             | 0             | 3          | 0          | 1           | 0          | 30       | 5      | 10          | 0          |
| M. Büskens       | 0          | 0          | 0           | 0          | 0                 | 0                 | 0                 | 0                 | 0             | 0             | 0             | 0             | 1          | 0          | 0           | 0          | 1        | 0      | 0           | 0          |
| T. Hajto         | 29         | 3          | 10          | 1          | 3                 | 0                 | 0                 | 0                 | 2             | 1             | 1             | 0             | 6          | 1          | 2           | 0          | 40       | 5      | 13          | 1          |
| M. Hanke         | 9          | 0          | 0           | 0          | 1                 | 0                 | 0                 | 0                 | 0             | 0             | 0             | 0             | 3          | 2          | 0           | 0          | 13       | 2      | 0           | 0          |
| C. Heimeroth     | 0          | 0          | 0           | 0          | 0                 | 0                 | 0                 | 0                 | 0             | 0             | 0             | 0             | 0          | 0          | 0           | 0          | 0        | 0      | 0           | 0          |
| A. Iyodo         | 4          | 0          | 0           | 0          | 1                 | 0                 | 0                 | 0                 | 1             | 0             | 0             | 0             | 0          | 0          | 0           | 0          | 6        | 0      | 0           | 0          |
| N. Kamphuis      | 26         | 2          | 5           | 0          | 1                 | 0                 | 0                 | 0                 | 2             | 0             | 0             | 0             | 5          | 0          | 1           | 0          | 34       | 2      | 6           | 0          |
| N. Kerckhoven    | 16         | 1          | 2           | 0          | 0                 | 0                 | 0                 | 0                 | 0             | 0             | 0             | 0             | 1          | 0          | 0           | 0          | 17       | 1      | 2           | 0          |
| T. Kläsener      | 0          | 0          | 0           | 0          | 0                 | 0                 | 0                 | 0                 | 0             | 0             | 0             | 0             | 0          | 0          | 0           | 0          | 0        | 0      | 0           | 0          |
| S. Kmetsch       | 23         | 1          | 6           | 0          | 2                 | 0                 | 0                 | 0                 | 2             | 0             | 1             | 0             | 4          | 1          | 0           | 0          | 31       | 2      | 7           | 0          |
| F. Lamotte       | 0          | 0          | 0           | 0          | 0                 | 0                 | 0                 | 0                 | 0             | 0             | 0             | 0             | 0          | 0          | 0           | 0          | 0        | 0      | 0           | 0          |
| A. Matellán      | 20         | 0          | 1           | 1          | 2                 | 0                 | 0                 | 0                 | 2             | 0             | 0             | 0             | 3          | 0          | 0           | 0          | 27       | 0      | 1           | 1          |
| É. Mpenza        | 21         | 5          | 2           | 0          | 3                 | 2                 | 1                 | 0                 | 0             | 0             | 0             | 0             | 4          | 1          | 0           | 0          | 28       | 8      | 3           | 0          |
| A. Möller        | 22         | 1          | 3           | 0          | 2                 | 0                 | 0                 | 1                 | 2             | 0             | 1             | 0             | 3          | 0          | 0           | 0          | 29       | 1      | 4           | 1          |
| C. Pander        | 0          | 0          | 0           | 0          | 0                 | 0                 | 0                 | 0                 | 0             | 0             | 0             | 0             | 1          | 0          | 0           | 0          | 1        | 0      | 0           | 0          |
| S. Pinto         | 8          | 0          | 1           | 0          | 0                 | 0                 | 0                 | 0                 | 0             | 0             | 0             | 0             | 0          | 0          | 0           | 0          | 8        | 0      | 1           | 0          |
| C. Poulsen       | 24         | 1          | 5           | 1          | 2                 | 0                 | 0                 | 0                 | 2             | 0             | 0             | 0             | 5          | 1          | 1           | 0          | 33       | 2      | 6           | 1          |
| O. Reck          | 2          | 0          | 0           | 0          | 0                 | 0                 | 0                 | 0                 | 0             | 0             | 0             | 0             | 0          | 0          | 0           | 0          | 2        | 0      | 0           | 0          |
| D. Rodríguez     | 14         | 0          | 3           | 0          | 3                 | 0                 | 1                 | 0                 | 0             | 0             | 0             | 0             | 5          | 1          | 1           | 0          | 22       | 1      | 5           | 0          |
| F. Rost          | 33         | 0          | 2           | 1          | 3                 | 0                 | 0                 | 0                 | 2             | 0             | 1             | 0             | 6          | 0          | 0           | 0          | 44       | 0      | 3           | 1          |
| E. Sand          | 33         | 6          | 3           | 0          | 3                 | 4                 | 0                 | 0                 | 2             | 0             | 0             | 0             | 5          | 3          | 0           | 0          | 43       | 13     | 3           | 0          |
| F. Trojan        | 3          | 0          | 1           | 0          | 1                 | 0                 | 0                 | 0                 | 0             | 0             | 0             | 0             | 2          | 0          | 0           | 0          | 6        | 0      | 1           | 0          |
| G. Varela        | 23         | 4          | 6           | 2          | 2                 | 0                 | 0                 | 0                 | 0             | 0             | 0             | 0             | 3          | 2          | 0           | 0          | 28       | 6      | 6           | 2          |
| S. Vermant       | 23         | 4          | 2           | 1          | 3                 | 0                 | 0                 | 0                 | 2             | 0             | 0             | 0             | 3          | 0          | 0           | 0          | 31       | 4      | 2           | 1          |
| T. Wałdoch       | 14         | 1          | 1           | 1          | 0                 | 0                 | 0                 | 0                 | 1             | 1             | 0             | 0             | 0          | 0          | 0           | 0          | 15       | 2      | 1           | 1          |
| M. Wilmots       | 10         | 0          | 1           | 0          | 1                 | 0                 | 0                 | 0                 | 0             | 0             | 0             | 0             | 3          | 1          | 0           | 0          | 14       | 1      | 1           | 0          |
| M. van Hoogdalem | 25         | 1          | 4           | 0          | 3                 | 0                 | 0                 | 0                 | 2             | 0             | 1             | 0             | 5          | 0          | 2           | 0          | 35       | 1      | 7           | 0          |
| V. Ünlü          | 0          | 0          | 0           | 0          | 0                 | 0                 | 0                 | 0                 | 0             | 0             | 0             | 0             | 0          | 0          | 0           | 0          | 0        | 0      | 0           | 0          |
| K. Đorđević      | 0          | 0          | 0           | 0          | 0                 | 0                 | 0                 | 0                 | 0             | 0             | 0             | 0             | 0          | 0          | 0           | 0          | 0        | 0      | 0           | 0          |